# Tirreno-Adriático 2021
La 56.ª edición de la competición ciclista Tirreno-Adriático fue una carrera de ciclismo en ruta por etapas que se celebró entre el 10 y el 16 de marzo de 2021 en Italia con inicio en el municipio de Lido di Camaiore y final en el municipio de San Benedetto del Tronto.
La carrera formó parte del UCI WorldTour 2021, calendario ciclístico de máximo nivel mundial, siendo la quinta carrera de dicho circuito y fue ganada por el esloveno Tadej Pogačar del UAE Emirates. Completaron el podio, como segundo y tercer clasificado respectivamente, el belga Wout van Aert del Jumbo-Visma y el español Mikel Landa del Bahrain Victorious.

## Equipos participantes
Tomaron parte en la carrera 25 equipos: 19 de categoría UCI WorldTeam y 6 de categoría UCI ProTeam. Formaron así un pelotón de 175 ciclistas de los que acabaron 159. Los equipos participantes fueron:
| WorldTeams (19)- AG2R Citroën Team - Astana-Premier Tech - Bahrain Victorious - Bora-Hansgrohe - Cofidis - Deceuninck-Quick Step - EF Education-Nippo - Groupama-FDJ - Ineos Grenadiers - Intermarché-Wanty-Gobert Matériaux - Israel Start-Up Nation - Jumbo-Visma - Lotto Soudal - Movistar Team - Team BikeExchange - Team DSM - Qhubeka Assos - Trek-Segafredo - UAE Team Emirates ProTeams (6)- Alpecin-Fenix - Androni Giocattoli-Sidermec - Arkéa-Samsic - Eolo-Kometa - Gazprom-RusVelo - Total Direct Énergie |
| |

## Recorrido
La Tirreno-Adriático dispuso de siete etapas divididas en dos etapas llanas, tres de media montaña, una etapa de montaña, y finaliza con una contrarreloj individual para un recorrido total de 1104,1 kilómetros.
| Etapa     | Fecha     | Recorrido                                           | type                    | Distancia (km) | Ganador              | Líder         |
| --------- | --------- | --------------------------------------------------- | ----------------------- | -------------- | -------------------- | ------------- |
| 1.ª etapa | 10 de mar | Lido di Camaiore – Lido di Camaiore                 | etapa llana             | 156            | Wout van Aert        | Wout van Aert |
| 2.ª etapa | 11 de mar | Camaiore – Chiusdino                                | etapa escarpada         | 202            | Julian Alaphilippe   | Wout van Aert |
| 3.ª etapa | 12 de mar | Monticiano – Gualdo Tadino                          | etapa escarpada         | 219            | Mathieu van der Poel | Wout van Aert |
| 4.ª etapa | 13 de mar | Terni – Prati di Tivo                               | etapa de montaña        | 148            | Tadej Pogačar        | Tadej Pogačar |
| 5.ª etapa | 14 de mar | Castellalto – Castelfidardo                         | etapa escarpada         | 205            | Mathieu van der Poel | Tadej Pogačar |
| 6.ª etapa | 15 de mar | Castelraimondo – Lido di Fermo                      | etapa llana             | 169,2          | Mads Würtz           | Tadej Pogačar |
| 7.ª etapa | 16 de mar | San Benedetto del Tronto – San Benedetto del Tronto | contrarreloj individual | 10,1           | Wout van Aert        | Tadej Pogačar |

## Desarrollo de la carrera

### 1.ª etapa
| Lido di Camaiore - Lido di Camaiore | etapa llana | (156 km) |

| \| Clasificación de la etapa \| Clasificación de la etapa \| Clasificación de la etapa \| Clasificación de la etapa \| Clasificación de la etapa \| \| Ciclista \| Ciclista \| Equipo \| Tiempo \| \| \| ------------------------- \| ------------------------- \| ------------------------- \| ------------------------- \| ------------------------- \| \| 1.º \| Wout van Aert \| Jumbo-Visma \| 3 h 36 min 17 s \| \| \| 2.º \| Caleb Ewan \| Lotto-Soudal \| + 0 s \| \| \| 3.º \| Fernando Gaviria \| UAE Team Emirates \| + 0 s \| \| \| 4.º \| Andrea Vendrame \| AG2R Citroën Team \| + 0 s \| \| \| 5.º \| Luka Mezgec \| BikeExchange \| + 0 s \| \| \| 6.º \| Tim Merlier \| Alpecin-Fenix \| + 0 s \| \| \| 7.º \| Álvaro Hodeg \| Deceuninck-Quick Step \| + 0 s \| \| \| 8.º \| Davide Ballerini \| Deceuninck-Quick Step \| + 0 s \| \| \| 9.º \| Iván García Cortina \| Movistar Team \| + 0 s \| \| \| 10.º \| Hugo Hofstetter \| Israel Start-Up Nation \| + 0 s \| \| |                     |                        |                 |
| |                     |                        |                 |
| Fuente: ProCyclingStats |                     |                        |                 |
| Clasificación de la etapa |                     |                        |                 |
| Ciclista | Ciclista            | Equipo                 | Tiempo          |
| 1.º | Wout van Aert       | Jumbo-Visma            | 3 h 36 min 17 s |
| 2.º | Caleb Ewan          | Lotto-Soudal           | + 0 s           |
| 3.º | Fernando Gaviria    | UAE Team Emirates      | + 0 s           |
| 4.º | Andrea Vendrame     | AG2R Citroën Team      | + 0 s           |
| 5.º | Luka Mezgec         | BikeExchange           | + 0 s           |
| 6.º | Tim Merlier         | Alpecin-Fenix          | + 0 s           |
| 7.º | Álvaro Hodeg        | Deceuninck-Quick Step  | + 0 s           |
| 8.º | Davide Ballerini    | Deceuninck-Quick Step  | + 0 s           |
| 9.º | Iván García Cortina | Movistar Team          | + 0 s           |
| 10.º | Hugo Hofstetter     | Israel Start-Up Nation | + 0 s           |

| \| Clasificación general \| Clasificación general \| Clasificación general \| Clasificación general \| Clasificación general \| \| Ciclista \| Ciclista \| Equipo \| Tiempo \| \| \| --------------------- \| --------------------- \| --------------------------- \| --------------------- \| --------------------- \| \| 1.º \| Wout van Aert \| Jumbo-Visma \| 3 h 36 min 07 s \| \| \| 2.º \| Caleb Ewan \| Lotto-Soudal \| + 4 s \| \| \| 3.º \| Fernando Gaviria \| UAE Team Emirates \| + 6 s \| \| \| 4.º \| Simone Velasco \| Gazprom-RusVelo \| + 7 s \| \| \| 5.º \| Mattia Bais \| Androni Giocattoli-Sidermec \| + 8 s \| \| \| 6.º \| Andrea Vendrame \| AG2R Citroën Team \| + 10 s \| \| \| 7.º \| Luka Mezgec \| BikeExchange \| + 10 s \| \| \| 8.º \| Tim Merlier \| Alpecin-Fenix \| + 10 s \| \| \| 9.º \| Álvaro Hodeg \| Deceuninck-Quick Step \| + 10 s \| \| \| 10.º \| Davide Ballerini \| Deceuninck-Quick Step \| + 10 s \| \| |                  |                             |                 |
| |                  |                             |                 |
| Fuente: ProCyclingStats |                  |                             |                 |
| Clasificación general |                  |                             |                 |
| Ciclista | Ciclista         | Equipo                      | Tiempo          |
| 1.º | Wout van Aert    | Jumbo-Visma                 | 3 h 36 min 07 s |
| 2.º | Caleb Ewan       | Lotto-Soudal                | + 4 s           |
| 3.º | Fernando Gaviria | UAE Team Emirates           | + 6 s           |
| 4.º | Simone Velasco   | Gazprom-RusVelo             | + 7 s           |
| 5.º | Mattia Bais      | Androni Giocattoli-Sidermec | + 8 s           |
| 6.º | Andrea Vendrame  | AG2R Citroën Team           | + 10 s          |
| 7.º | Luka Mezgec      | BikeExchange                | + 10 s          |
| 8.º | Tim Merlier      | Alpecin-Fenix               | + 10 s          |
| 9.º | Álvaro Hodeg     | Deceuninck-Quick Step       | + 10 s          |
| 10.º | Davide Ballerini | Deceuninck-Quick Step       | + 10 s          |

### 2.ª etapa
| Camaiore - Chiusdino | etapa escarpada | (202 km) |

| \| Clasificación de la etapa \| Clasificación de la etapa \| Clasificación de la etapa \| Clasificación de la etapa \| Clasificación de la etapa \| \| Ciclista \| Ciclista \| Equipo \| Tiempo \| \| \| ------------------------- \| ------------------------- \| ------------------------- \| ------------------------- \| ------------------------- \| \| 1.º \| Julian Alaphilippe \| Deceuninck-Quick Step \| 5 h 01 min 32 s \| \| \| 2.º \| Mathieu van der Poel \| Alpecin-Fenix \| + 0 s \| \| \| 3.º \| Wout van Aert \| Jumbo-Visma \| + 0 s \| \| \| 4.º \| Tadej Pogačar \| UAE Team Emirates \| + 0 s \| \| \| 5.º \| Alex Aranburu \| Astana-Premier Tech \| + 0 s \| \| \| 6.º \| Robert Stannard \| BikeExchange \| + 0 s \| \| \| 7.º \| João Almeida \| Deceuninck-Quick Step \| + 0 s \| \| \| 8.º \| Greg Van Avermaet \| AG2R Citroën Team \| + 0 s \| \| \| 9.º \| Tim Wellens \| Lotto-Soudal \| + 0 s \| \| \| 10.º \| Giulio Ciccone \| Trek-Segafredo \| + 0 s \| \| |                      |                       |                 |
| |                      |                       |                 |
| Fuente: ProCyclingStats |                      |                       |                 |
| Clasificación de la etapa |                      |                       |                 |
| Ciclista | Ciclista             | Equipo                | Tiempo          |
| 1.º | Julian Alaphilippe   | Deceuninck-Quick Step | 5 h 01 min 32 s |
| 2.º | Mathieu van der Poel | Alpecin-Fenix         | + 0 s           |
| 3.º | Wout van Aert        | Jumbo-Visma           | + 0 s           |
| 4.º | Tadej Pogačar        | UAE Team Emirates     | + 0 s           |
| 5.º | Alex Aranburu        | Astana-Premier Tech   | + 0 s           |
| 6.º | Robert Stannard      | BikeExchange          | + 0 s           |
| 7.º | João Almeida         | Deceuninck-Quick Step | + 0 s           |
| 8.º | Greg Van Avermaet    | AG2R Citroën Team     | + 0 s           |
| 9.º | Tim Wellens          | Lotto-Soudal          | + 0 s           |
| 10.º | Giulio Ciccone       | Trek-Segafredo        | + 0 s           |

| \| Clasificación general \| Clasificación general \| Clasificación general \| Clasificación general \| Clasificación general \| \| Ciclista \| Ciclista \| Equipo \| Tiempo \| \| \| --------------------- \| --------------------- \| --------------------- \| --------------------- \| --------------------- \| \| 1.º \| Wout van Aert \| Jumbo-Visma \| 8 h 37 min 35 s \| \| \| 2.º \| Julian Alaphilippe \| Deceuninck-Quick Step \| + 4 s \| \| \| 3.º \| Mathieu van der Poel \| Alpecin-Fenix \| + 8 s \| \| \| 4.º \| Pavel Sivakov \| Ineos Grenadiers \| + 11 s \| \| \| 5.º \| Mikel Landa \| Bahrain Victorious \| + 13 s \| \| \| 6.º \| Andrea Vendrame \| AG2R Citroën Team \| + 14 s \| \| \| 7.º \| Robert Stannard \| BikeExchange \| + 14 s \| \| \| 8.º \| João Almeida \| Deceuninck-Quick Step \| + 14 s \| \| \| 9.º \| Tadej Pogačar \| UAE Team Emirates \| + 14 s \| \| \| 10.º \| Alex Aranburu \| Astana-Premier Tech \| + 14 s \| \| |                      |                       |                 |
| |                      |                       |                 |
| Fuente: ProCyclingStats |                      |                       |                 |
| Clasificación general |                      |                       |                 |
| Ciclista | Ciclista             | Equipo                | Tiempo          |
| 1.º | Wout van Aert        | Jumbo-Visma           | 8 h 37 min 35 s |
| 2.º | Julian Alaphilippe   | Deceuninck-Quick Step | + 4 s           |
| 3.º | Mathieu van der Poel | Alpecin-Fenix         | + 8 s           |
| 4.º | Pavel Sivakov        | Ineos Grenadiers      | + 11 s          |
| 5.º | Mikel Landa          | Bahrain Victorious    | + 13 s          |
| 6.º | Andrea Vendrame      | AG2R Citroën Team     | + 14 s          |
| 7.º | Robert Stannard      | BikeExchange          | + 14 s          |
| 8.º | João Almeida         | Deceuninck-Quick Step | + 14 s          |
| 9.º | Tadej Pogačar        | UAE Team Emirates     | + 14 s          |
| 10.º | Alex Aranburu        | Astana-Premier Tech   | + 14 s          |

### 3.ª etapa
| Monticiano - Gualdo Tadino | etapa escarpada | (219 km) |

| \| Clasificación de la etapa \| Clasificación de la etapa \| Clasificación de la etapa \| Clasificación de la etapa \| Clasificación de la etapa \| \| Ciclista \| Ciclista \| Equipo \| Tiempo \| \| \| ------------------------- \| ------------------------- \| ------------------------- \| ------------------------- \| ------------------------- \| \| 1.º \| Mathieu van der Poel \| Alpecin-Fenix \| 5 h 24 min 18 s \| \| \| 2.º \| Wout van Aert \| Jumbo-Visma \| + 0 s \| \| \| 3.º \| Davide Ballerini \| Deceuninck-Quick Step \| + 0 s \| \| \| 4.º \| Sergio Higuita \| EF Education-Nippo \| + 0 s \| \| \| 5.º \| Greg Van Avermaet \| AG2R Citroën Team \| + 0 s \| \| \| 6.º \| Jasper De Buyst \| Lotto-Soudal \| + 0 s \| \| \| 7.º \| Iván García Cortina \| Movistar Team \| + 0 s \| \| \| 8.º \| Tadej Pogačar \| UAE Team Emirates \| + 0 s \| \| \| 9.º \| Gonzalo Serrano Rodríguez \| Movistar Team \| + 0 s \| \| \| 10.º \| Hugo Hofstetter \| Israel Start-Up Nation \| + 0 s \| \| |                           |                        |                 |
| |                           |                        |                 |
| Fuente: ProCyclingStats |                           |                        |                 |
| Clasificación de la etapa |                           |                        |                 |
| Ciclista | Ciclista                  | Equipo                 | Tiempo          |
| 1.º | Mathieu van der Poel      | Alpecin-Fenix          | 5 h 24 min 18 s |
| 2.º | Wout van Aert             | Jumbo-Visma            | + 0 s           |
| 3.º | Davide Ballerini          | Deceuninck-Quick Step  | + 0 s           |
| 4.º | Sergio Higuita            | EF Education-Nippo     | + 0 s           |
| 5.º | Greg Van Avermaet         | AG2R Citroën Team      | + 0 s           |
| 6.º | Jasper De Buyst           | Lotto-Soudal           | + 0 s           |
| 7.º | Iván García Cortina       | Movistar Team          | + 0 s           |
| 8.º | Tadej Pogačar             | UAE Team Emirates      | + 0 s           |
| 9.º | Gonzalo Serrano Rodríguez | Movistar Team          | + 0 s           |
| 10.º | Hugo Hofstetter           | Israel Start-Up Nation | + 0 s           |

| \| Clasificación general \| Clasificación general \| Clasificación general \| Clasificación general \| Clasificación general \| \| Ciclista \| Ciclista \| Equipo \| Tiempo \| \| \| --------------------- \| --------------------- \| --------------------- \| --------------------- \| --------------------- \| \| 1.º \| Wout van Aert \| Jumbo-Visma \| 14 h 01 min 47 s \| \| \| 2.º \| Mathieu van der Poel \| Alpecin-Fenix \| + 4 s \| \| \| 3.º \| Julian Alaphilippe \| Deceuninck-Quick Step \| + 10 s \| \| \| 4.º \| Mikel Landa \| Bahrain Victorious \| + 19 s \| \| \| 5.º \| Tadej Pogačar \| UAE Team Emirates \| + 20 s \| \| \| 6.º \| Robert Stannard \| BikeExchange \| + 20 s \| \| \| 7.º \| João Almeida \| Deceuninck-Quick Step \| + 20 s \| \| \| 8.º \| Sergio Higuita \| EF Education-Nippo \| + 20 s \| \| \| 9.º \| Jasper De Buyst \| Lotto-Soudal \| + 20 s \| \| \| 10.º \| Patrick Konrad \| Bora-Hansgrohe \| + 20 s \| \| |                      |                       |                  |
| |                      |                       |                  |
| Fuente: ProCyclingStats |                      |                       |                  |
| Clasificación general |                      |                       |                  |
| Ciclista | Ciclista             | Equipo                | Tiempo           |
| 1.º | Wout van Aert        | Jumbo-Visma           | 14 h 01 min 47 s |
| 2.º | Mathieu van der Poel | Alpecin-Fenix         | + 4 s            |
| 3.º | Julian Alaphilippe   | Deceuninck-Quick Step | + 10 s           |
| 4.º | Mikel Landa          | Bahrain Victorious    | + 19 s           |
| 5.º | Tadej Pogačar        | UAE Team Emirates     | + 20 s           |
| 6.º | Robert Stannard      | BikeExchange          | + 20 s           |
| 7.º | João Almeida         | Deceuninck-Quick Step | + 20 s           |
| 8.º | Sergio Higuita       | EF Education-Nippo    | + 20 s           |
| 9.º | Jasper De Buyst      | Lotto-Soudal          | + 20 s           |
| 10.º | Patrick Konrad       | Bora-Hansgrohe        | + 20 s           |

### 4.ª etapa
| Terni - Prati di Tivo | etapa de montaña | (148 km) |

| \| Clasificación de la etapa \| Clasificación de la etapa \| Clasificación de la etapa \| Clasificación de la etapa \| Clasificación de la etapa \| \| Ciclista \| Ciclista \| Equipo \| Tiempo \| \| \| ------------------------- \| ------------------------- \| ------------------------- \| ------------------------- \| ------------------------- \| \| 1.º \| Tadej Pogačar \| UAE Team Emirates \| 3 h 51 min 24 s \| \| \| 2.º \| Simon Yates \| BikeExchange \| + 6 s \| \| \| 3.º \| Sergio Higuita \| EF Education-Nippo \| + 29 s \| \| \| 4.º \| Mikel Landa \| Bahrain Victorious \| + 29 s \| \| \| 5.º \| Nairo Quintana \| Arkéa-Samsic \| + 31 s \| \| \| 6.º \| João Almeida \| Deceuninck-Quick Step \| + 35 s \| \| \| 7.º \| Matteo Fabbro \| Bora-Hansgrohe \| + 42 s \| \| \| 8.º \| Simon Carr \| EF Education-Nippo \| + 42 s \| \| \| 9.º \| Wout van Aert \| Jumbo-Visma \| + 45 s \| \| \| 10.º \| Jakob Fuglsang \| Astana-Premier Tech \| + 45 s \| \| |                |                       |                 |
| |                |                       |                 |
| Fuente: ProCyclingStats |                |                       |                 |
| Clasificación de la etapa |                |                       |                 |
| Ciclista | Ciclista       | Equipo                | Tiempo          |
| 1.º | Tadej Pogačar  | UAE Team Emirates     | 3 h 51 min 24 s |
| 2.º | Simon Yates    | BikeExchange          | + 6 s           |
| 3.º | Sergio Higuita | EF Education-Nippo    | + 29 s          |
| 4.º | Mikel Landa    | Bahrain Victorious    | + 29 s          |
| 5.º | Nairo Quintana | Arkéa-Samsic          | + 31 s          |
| 6.º | João Almeida   | Deceuninck-Quick Step | + 35 s          |
| 7.º | Matteo Fabbro  | Bora-Hansgrohe        | + 42 s          |
| 8.º | Simon Carr     | EF Education-Nippo    | + 42 s          |
| 9.º | Wout van Aert  | Jumbo-Visma           | + 45 s          |
| 10.º | Jakob Fuglsang | Astana-Premier Tech   | + 45 s          |

| \| Clasificación general \| Clasificación general \| Clasificación general \| Clasificación general \| Clasificación general \| \| Ciclista \| Ciclista \| Equipo \| Tiempo \| \| \| --------------------- \| --------------------- \| --------------------- \| --------------------- \| --------------------- \| \| 1.º \| Tadej Pogačar \| UAE Team Emirates \| 17 h 53 min 21 s \| \| \| 2.º \| Wout van Aert \| Jumbo-Visma \| + 35 s \| \| \| 3.º \| Sergio Higuita \| EF Education-Nippo \| + 35 s \| \| \| 4.º \| Mikel Landa \| Bahrain Victorious \| + 38 s \| \| \| 5.º \| Nairo Quintana \| Arkéa-Samsic \| + 41 s \| \| \| 6.º \| João Almeida \| Deceuninck-Quick Step \| + 45 s \| \| \| 7.º \| Jakob Fuglsang \| Astana-Premier Tech \| + 55 s \| \| \| 8.º \| Simon Carr \| EF Education-Nippo \| + 1 min 03 s \| \| \| 9.º \| Matteo Fabbro \| Bora-Hansgrohe \| + 1 min 12 s \| \| \| 10.º \| Geraint Thomas \| Ineos Grenadiers \| + 1 min 25 s \| \| |                |                       |                  |
| |                |                       |                  |
| Fuente: ProCyclingStats |                |                       |                  |
| Clasificación general |                |                       |                  |
| Ciclista | Ciclista       | Equipo                | Tiempo           |
| 1.º | Tadej Pogačar  | UAE Team Emirates     | 17 h 53 min 21 s |
| 2.º | Wout van Aert  | Jumbo-Visma           | + 35 s           |
| 3.º | Sergio Higuita | EF Education-Nippo    | + 35 s           |
| 4.º | Mikel Landa    | Bahrain Victorious    | + 38 s           |
| 5.º | Nairo Quintana | Arkéa-Samsic          | + 41 s           |
| 6.º | João Almeida   | Deceuninck-Quick Step | + 45 s           |
| 7.º | Jakob Fuglsang | Astana-Premier Tech   | + 55 s           |
| 8.º | Simon Carr     | EF Education-Nippo    | + 1 min 03 s     |
| 9.º | Matteo Fabbro  | Bora-Hansgrohe        | + 1 min 12 s     |
| 10.º | Geraint Thomas | Ineos Grenadiers      | + 1 min 25 s     |

### 5.ª etapa
| Castellalto - Castelfidardo | etapa escarpada | (205 km) |

| \| Clasificación de la etapa \| Clasificación de la etapa \| Clasificación de la etapa \| Clasificación de la etapa \| Clasificación de la etapa \| \| Ciclista \| Ciclista \| Equipo \| Tiempo \| \| \| ------------------------- \| ------------------------- \| ------------------------- \| ------------------------- \| ------------------------- \| \| 1.º \| Mathieu van der Poel \| Alpecin-Fenix \| 4 h 48 min 17 s \| \| \| 2.º \| Tadej Pogačar \| UAE Team Emirates \| + 10 s \| \| \| 3.º \| Wout van Aert \| Jumbo-Visma \| + 49 s \| \| \| 4.º \| Fabio Felline \| Astana-Premier Tech \| + 1 min 26 s \| \| \| 5.º \| Egan Bernal \| Ineos Grenadiers \| + 2 min 07 s \| \| \| 6.º \| Davide Formolo \| UAE Team Emirates \| + 2 min 07 s \| \| \| 7.º \| Tim Wellens \| Lotto-Soudal \| + 2 min 18 s \| \| \| 8.º \| Alessandro De Marchi \| Israel Start-Up Nation \| + 2 min 18 s \| \| \| 9.º \| Mikel Landa \| Bahrain Victorious \| + 2 min 25 s \| \| \| 10.º \| Matteo Fabbro \| Bora-Hansgrohe \| + 2 min 45 s \| \| |                      |                        |                 |
| |                      |                        |                 |
| Fuente: ProCyclingStats |                      |                        |                 |
| Clasificación de la etapa |                      |                        |                 |
| Ciclista | Ciclista             | Equipo                 | Tiempo          |
| 1.º | Mathieu van der Poel | Alpecin-Fenix          | 4 h 48 min 17 s |
| 2.º | Tadej Pogačar        | UAE Team Emirates      | + 10 s          |
| 3.º | Wout van Aert        | Jumbo-Visma            | + 49 s          |
| 4.º | Fabio Felline        | Astana-Premier Tech    | + 1 min 26 s    |
| 5.º | Egan Bernal          | Ineos Grenadiers       | + 2 min 07 s    |
| 6.º | Davide Formolo       | UAE Team Emirates      | + 2 min 07 s    |
| 7.º | Tim Wellens          | Lotto-Soudal           | + 2 min 18 s    |
| 8.º | Alessandro De Marchi | Israel Start-Up Nation | + 2 min 18 s    |
| 9.º | Mikel Landa          | Bahrain Victorious     | + 2 min 25 s    |
| 10.º | Matteo Fabbro        | Bora-Hansgrohe         | + 2 min 45 s    |

| \| Clasificación general \| Clasificación general \| Clasificación general \| Clasificación general \| Clasificación general \| \| Ciclista \| Ciclista \| Equipo \| Tiempo \| \| \| --------------------- \| --------------------- \| --------------------- \| --------------------- \| --------------------- \| \| 1.º \| Tadej Pogačar \| UAE Team Emirates \| 22 h 41 min 41 s \| \| \| 2.º \| Wout van Aert \| Jumbo-Visma \| + 1 min 15 s \| \| \| 3.º \| Mikel Landa \| Bahrain Victorious \| + 3 min 00 s \| \| \| 4.º \| Egan Bernal \| Ineos Grenadiers \| + 3 min 30 s \| \| \| 5.º \| Matteo Fabbro \| Bora-Hansgrohe \| + 3 min 54 s \| \| \| 6.º \| Tim Wellens \| Lotto-Soudal \| + 4 min 30 s \| \| \| 7.º \| João Almeida \| Deceuninck-Quick Step \| + 4 min 42 s \| \| \| 8.º \| Romain Bardet \| Team DSM \| + 5 min 03 s \| \| \| 9.º \| Vincenzo Nibali \| Trek-Segafredo \| + 5 min 54 s \| \| \| 10.º \| Simon Yates \| BikeExchange \| + 6 min 58 s \| \| |                 |                       |                  |
| |                 |                       |                  |
| Fuente: ProCyclingStats |                 |                       |                  |
| Clasificación general |                 |                       |                  |
| Ciclista | Ciclista        | Equipo                | Tiempo           |
| 1.º | Tadej Pogačar   | UAE Team Emirates     | 22 h 41 min 41 s |
| 2.º | Wout van Aert   | Jumbo-Visma           | + 1 min 15 s     |
| 3.º | Mikel Landa     | Bahrain Victorious    | + 3 min 00 s     |
| 4.º | Egan Bernal     | Ineos Grenadiers      | + 3 min 30 s     |
| 5.º | Matteo Fabbro   | Bora-Hansgrohe        | + 3 min 54 s     |
| 6.º | Tim Wellens     | Lotto-Soudal          | + 4 min 30 s     |
| 7.º | João Almeida    | Deceuninck-Quick Step | + 4 min 42 s     |
| 8.º | Romain Bardet   | Team DSM              | + 5 min 03 s     |
| 9.º | Vincenzo Nibali | Trek-Segafredo        | + 5 min 54 s     |
| 10.º | Simon Yates     | BikeExchange          | + 6 min 58 s     |

### 6.ª etapa
| Castelraimondo - Lido di Fermo | etapa llana | (169,2 km) |

| \| Clasificación de la etapa \| Clasificación de la etapa \| Clasificación de la etapa \| Clasificación de la etapa \| Clasificación de la etapa \| \| Ciclista \| Ciclista \| Equipo \| Tiempo \| \| \| ------------------------- \| ------------------------- \| ---------------------------------- \| ------------------------- \| ------------------------- \| \| 1.º \| Mads Würtz \| Israel Start-Up Nation \| 3 h 42 min 09 s \| \| \| 2.º \| Brent Van Moer \| Lotto-Soudal \| + 0 s \| \| \| 3.º \| Simone Velasco \| Gazprom-RusVelo \| + 0 s \| \| \| 4.º \| Jan Bakelants \| Intermarché-Wanty-Gobert Matériaux \| + 0 s \| \| \| 5.º \| Nélson Filippe Oliveira \| Movistar Team \| + 0 s \| \| \| 6.º \| Emīls Liepiņš \| Trek-Segafredo \| + 25 s \| \| \| 7.º \| Tim Merlier \| Alpecin-Fenix \| + 1 min 09 s \| \| \| 8.º \| Davide Ballerini \| Deceuninck-Quick Step \| + 1 min 09 s \| \| \| 9.º \| Elia Viviani \| Cofidis \| + 1 min 09 s \| \| \| 10.º \| Max Kanter \| Team DSM \| + 1 min 09 s \| \| |                         |                                    |                 |
| |                         |                                    |                 |
| Fuente: ProCyclingStats |                         |                                    |                 |
| Clasificación de la etapa |                         |                                    |                 |
| Ciclista | Ciclista                | Equipo                             | Tiempo          |
| 1.º | Mads Würtz              | Israel Start-Up Nation             | 3 h 42 min 09 s |
| 2.º | Brent Van Moer          | Lotto-Soudal                       | + 0 s           |
| 3.º | Simone Velasco          | Gazprom-RusVelo                    | + 0 s           |
| 4.º | Jan Bakelants           | Intermarché-Wanty-Gobert Matériaux | + 0 s           |
| 5.º | Nélson Filippe Oliveira | Movistar Team                      | + 0 s           |
| 6.º | Emīls Liepiņš           | Trek-Segafredo                     | + 25 s          |
| 7.º | Tim Merlier             | Alpecin-Fenix                      | + 1 min 09 s    |
| 8.º | Davide Ballerini        | Deceuninck-Quick Step              | + 1 min 09 s    |
| 9.º | Elia Viviani            | Cofidis                            | + 1 min 09 s    |
| 10.º | Max Kanter              | Team DSM                           | + 1 min 09 s    |

| \| Clasificación general \| Clasificación general \| Clasificación general \| Clasificación general \| Clasificación general \| \| Ciclista \| Ciclista \| Equipo \| Tiempo \| \| \| --------------------- \| --------------------- \| --------------------- \| --------------------- \| --------------------- \| \| 1.º \| Tadej Pogačar \| UAE Team Emirates \| 26 h 24 min 59 s \| \| \| 2.º \| Wout van Aert \| Jumbo-Visma \| + 1 min 15 s \| \| \| 3.º \| Mikel Landa \| Bahrain Victorious \| + 3 min 00 s \| \| \| 4.º \| Egan Bernal \| Ineos Grenadiers \| + 3 min 30 s \| \| \| 5.º \| Matteo Fabbro \| Bora-Hansgrohe \| + 3 min 54 s \| \| \| 6.º \| Tim Wellens \| Lotto-Soudal \| + 4 min 30 s \| \| \| 7.º \| João Almeida \| Deceuninck-Quick Step \| + 4 min 42 s \| \| \| 8.º \| Romain Bardet \| Team DSM \| + 5 min 03 s \| \| \| 9.º \| Vincenzo Nibali \| Trek-Segafredo \| + 5 min 54 s \| \| \| 10.º \| Simon Yates \| BikeExchange \| + 6 min 58 s \| \| |                 |                       |                  |
| |                 |                       |                  |
| Fuente: ProCyclingStats |                 |                       |                  |
| Clasificación general |                 |                       |                  |
| Ciclista | Ciclista        | Equipo                | Tiempo           |
| 1.º | Tadej Pogačar   | UAE Team Emirates     | 26 h 24 min 59 s |
| 2.º | Wout van Aert   | Jumbo-Visma           | + 1 min 15 s     |
| 3.º | Mikel Landa     | Bahrain Victorious    | + 3 min 00 s     |
| 4.º | Egan Bernal     | Ineos Grenadiers      | + 3 min 30 s     |
| 5.º | Matteo Fabbro   | Bora-Hansgrohe        | + 3 min 54 s     |
| 6.º | Tim Wellens     | Lotto-Soudal          | + 4 min 30 s     |
| 7.º | João Almeida    | Deceuninck-Quick Step | + 4 min 42 s     |
| 8.º | Romain Bardet   | Team DSM              | + 5 min 03 s     |
| 9.º | Vincenzo Nibali | Trek-Segafredo        | + 5 min 54 s     |
| 10.º | Simon Yates     | BikeExchange          | + 6 min 58 s     |

### 7.ª etapa
| San Benedetto del Tronto - San Benedetto del Tronto | contrarreloj individual | (10,1 km) |

| \| Clasificación de la etapa \| Clasificación de la etapa \| Clasificación de la etapa \| Clasificación de la etapa \| Clasificación de la etapa \| \| Ciclista \| Ciclista \| Equipo \| Tiempo \| \| \| ------------------------- \| ------------------------- \| ------------------------- \| ------------------------- \| ------------------------- \| \| 1.º \| Wout van Aert \| Jumbo-Visma \| 11 min 06 s \| \| \| 2.º \| Stefan Küng \| Groupama-FDJ \| + 6 s \| \| \| 3.º \| Filippo Ganna \| Ineos Grenadiers \| + 11 s \| \| \| 4.º \| Tadej Pogačar \| UAE Team Emirates \| + 12 s \| \| \| 5.º \| Benjamin Thomas \| Groupama-FDJ \| + 16 s \| \| \| 6.º \| Alberto Bettiol \| EF Education-Nippo \| + 18 s \| \| \| 7.º \| João Almeida \| Deceuninck-Quick Step \| + 24 s \| \| \| 8.º \| Kasper Asgreen \| Deceuninck-Quick Step \| + 26 s \| \| \| 9.º \| Michael Hepburn \| BikeExchange \| + 27 s \| \| \| 10.º \| Tobias Ludvigsson \| Groupama-FDJ \| + 28 s \| \| |                   |                       |             |
| |                   |                       |             |
| Fuente: ProCyclingStats |                   |                       |             |
| Clasificación de la etapa |                   |                       |             |
| Ciclista | Ciclista          | Equipo                | Tiempo      |
| 1.º | Wout van Aert     | Jumbo-Visma           | 11 min 06 s |
| 2.º | Stefan Küng       | Groupama-FDJ          | + 6 s       |
| 3.º | Filippo Ganna     | Ineos Grenadiers      | + 11 s      |
| 4.º | Tadej Pogačar     | UAE Team Emirates     | + 12 s      |
| 5.º | Benjamin Thomas   | Groupama-FDJ          | + 16 s      |
| 6.º | Alberto Bettiol   | EF Education-Nippo    | + 18 s      |
| 7.º | João Almeida      | Deceuninck-Quick Step | + 24 s      |
| 8.º | Kasper Asgreen    | Deceuninck-Quick Step | + 26 s      |
| 9.º | Michael Hepburn   | BikeExchange          | + 27 s      |
| 10.º | Tobias Ludvigsson | Groupama-FDJ          | + 28 s      |

## Clasificaciones finales
- Las clasificaciones finalizaron de la siguiente forma:[3]

### Clasificación general
| \| Clasificación general \| Clasificación general \| Clasificación general \| Clasificación general \| Clasificación general \| \| Ciclista \| Ciclista \| Equipo \| Tiempo \| \| \| --------------------- \| --------------------- \| --------------------- \| --------------------- \| --------------------- \| \| 1.º \| Tadej Pogačar \| UAE Team Emirates \| 26 h 36 min 17 s \| \| \| 2.º \| Wout van Aert \| Jumbo-Visma \| + 1 min 03 s \| \| \| 3.º \| Mikel Landa \| Bahrain Victorious \| + 3 min 57 s \| \| \| 4.º \| Egan Bernal \| Ineos Grenadiers \| + 4 min 13 s \| \| \| 5.º \| Matteo Fabbro \| Bora-Hansgrohe \| + 4 min 37 s \| \| \| 6.º \| João Almeida \| Deceuninck-Quick Step \| + 4 min 54 s \| \| \| 7.º \| Tim Wellens \| Lotto-Soudal \| + 5 min 00 s \| \| \| 8.º \| Romain Bardet \| Team DSM \| + 5 min 50 s \| \| \| 9.º \| Vincenzo Nibali \| Trek-Segafredo \| + 6 min 30 s \| \| \| 10.º \| Simon Yates \| BikeExchange \| + 7 min 45 s \| \| |                 |                       |                  |
| |                 |                       |                  |
| Fuente: ProCyclingStats |                 |                       |                  |
| Clasificación general |                 |                       |                  |
| Ciclista | Ciclista        | Equipo                | Tiempo           |
| 1.º | Tadej Pogačar   | UAE Team Emirates     | 26 h 36 min 17 s |
| 2.º | Wout van Aert   | Jumbo-Visma           | + 1 min 03 s     |
| 3.º | Mikel Landa     | Bahrain Victorious    | + 3 min 57 s     |
| 4.º | Egan Bernal     | Ineos Grenadiers      | + 4 min 13 s     |
| 5.º | Matteo Fabbro   | Bora-Hansgrohe        | + 4 min 37 s     |
| 6.º | João Almeida    | Deceuninck-Quick Step | + 4 min 54 s     |
| 7.º | Tim Wellens     | Lotto-Soudal          | + 5 min 00 s     |
| 8.º | Romain Bardet   | Team DSM              | + 5 min 50 s     |
| 9.º | Vincenzo Nibali | Trek-Segafredo        | + 6 min 30 s     |
| 10.º | Simon Yates     | BikeExchange          | + 7 min 45 s     |

### Clasificación de la montaña
| Clasificación de la montaña | Clasificación de la montaña | Clasificación de la montaña        | Clasificación de la montaña | Clasificación de la montaña |
| Ciclista                    | Ciclista                    | Equipo                             | Puntos                      |                             |
| --------------------------- | --------------------------- | ---------------------------------- | --------------------------- | --------------------------- |
| 1.º                         | Tadej Pogačar               | UAE Team Emirates                  | 24 pts                      |                             |
| 2.º                         | Mads Würtz                  | Israel Start-Up Nation             | 20 pts                      |                             |
| 3.º                         | Mathieu van der Poel        | Alpecin-Fenix                      | 18 pts                      |                             |
| 4.º                         | Jan Bakelants               | Intermarché-Wanty-Gobert Matériaux | 16 pts                      |                             |
| 5.º                         | Simon Yates                 | BikeExchange                       | 15 pts                      |                             |
| 6.º                         | Vincenzo Albanese           | Eolo-Kometa                        | 13 pts                      |                             |
| 7.º                         | Mattia Bais                 | Androni Giocattoli-Sidermec        | 12 pts                      |                             |
| 8.º                         | Pello Bilbao                | Bahrain Victorious                 | 8 pts                       |                             |
| 9.º                         | Simone Velasco              | Gazprom-RusVelo                    | 8 pts                       |                             |
| 10.º                        | Filippo Ganna               | Ineos Grenadiers                   | 7 pts                       |                             |

### Clasificación de los puntos
| Clasificación por puntos | Clasificación por puntos | Clasificación por puntos | Clasificación por puntos | Clasificación por puntos |
| Ciclista                 | Ciclista                 | Equipo                   | Puntos                   |                          |
| ------------------------ | ------------------------ | ------------------------ | ------------------------ | ------------------------ |
| 1.º                      | Wout van Aert            | Jumbo-Visma              | 55 pts                   |                          |
| 2.º                      | Tadej Pogačar            | UAE Team Emirates        | 42 pts                   |                          |
| 3.º                      | Mathieu van der Poel     | Alpecin-Fenix            | 39 pts                   |                          |
| 4.º                      | Mads Würtz               | Israel Start-Up Nation   | 20 pts                   |                          |
| 5.º                      | Sergio Higuita           | EF Education-Nippo       | 15 pts                   |                          |
| 6.º                      | Simone Velasco           | Gazprom-RusVelo          | 14 pts                   |                          |
| 7.º                      | João Almeida             | Deceuninck-Quick Step    | 14 pts                   |                          |
| 8.º                      | Davide Ballerini         | Deceuninck-Quick Step    | 14 pts                   |                          |
| 9.º                      | Simon Yates              | BikeExchange             | 13 pts                   |                          |
| 10.º                     | Julian Alaphilippe       | Deceuninck-Quick Step    | 12 pts                   |                          |

### Clasificación de los jóvenes
| Clasificación del mejor joven | Clasificación del mejor joven | Clasificación del mejor joven | Clasificación del mejor joven | Clasificación del mejor joven |
| Ciclista                      | Ciclista                      | Equipo                        | Tiempo                        |                               |
| ----------------------------- | ----------------------------- | ----------------------------- | ----------------------------- | ----------------------------- |
| 1.º                           | Tadej Pogačar                 | UAE Team Emirates             | 26 h 36 min 17 s              |                               |
| 2.º                           | Egan Bernal                   | Ineos Grenadiers              | + 4 min 13 s                  |                               |
| 3.º                           | João Almeida                  | Deceuninck-Quick Step         | + 4 min 54 s                  |                               |
| 4.º                           | Tobias Foss                   | Jumbo-Visma                   | + 12 min 39 s                 |                               |
| 5.º                           | Pavel Sivakov                 | Ineos Grenadiers              | + 14 min 58 s                 |                               |
| 6.º                           | Sergio Higuita                | EF Education-Nippo            | + 22 min 12 s                 |                               |
| 7.º                           | Simon Carr                    | EF Education-Nippo            | + 26 min 17 s                 |                               |
| 8.º                           | Giovanni Aleotti              | Bora-Hansgrohe                | + 30 min 18 s                 |                               |
| 9.º                           | Natnael Tesfatsion            | Androni Giocattoli-Sidermec   | + 31 min 17 s                 |                               |
| 10.º                          | Quinn Simmons                 | Trek-Segafredo                | + 36 min 17 s                 |                               |

### Clasificación por equipos
| Clasificación por equipos | Clasificación por equipos | Clasificación por equipos | Clasificación por equipos |
| Equipo                    | Equipo                    | Tiempo                    |                           |
| ------------------------- | ------------------------- | ------------------------- | ------------------------- |
| 1.º                       | Astana-Premier Tech       | 80 h 16 min 45 s          |                           |
| 2.º                       | Ineos Grenadiers          | + 2 min 48 s              |                           |
| 3.º                       | Movistar Team             | + 13 min 15 s             |                           |
| 4.º                       | Jumbo-Visma               | + 14 min 12 s             |                           |
| 5.º                       | Team DSM                  | + 17 min 34 s             |                           |
| 6.º                       | UAE Team Emirates         | + 17 min 52 s             |                           |
| 7.º                       | Trek-Segafredo            | + 18 min 35 s             |                           |
| 8.º                       | Bora-Hansgrohe            | + 20 min 43 s             |                           |
| 9.º                       | Bahrain Victorious        | + 21 min 02 s             |                           |
| 10.º                      | Deceuninck-Quick Step     | + 23 min 30 s             |                           |

## Evolución de las clasificaciones
| Etapa                   | Vencedor                | Clasificación general | Clasificación de la montaña | Clasificación de los puntos | Clasificación de los jóvenes | Clasificación por equipos |
| ----------------------- | ----------------------- | --------------------- | --------------------------- | --------------------------- | ---------------------------- | ------------------------- |
| 1.ª                     | Wout van Aert           | Wout van Aert         | Vincenzo Albanese           | Wout van Aert               | Mattia Bais                  | Deceuninck-Quick Step     |
| 2.ª                     | Julian Alaphilippe      | Wout van Aert         | Vincenzo Albanese           | Wout van Aert               | Pavel Sivakov                | Deceuninck-Quick Step     |
| 3.ª                     | Mathieu van der Poel    | Wout van Aert         | Vincenzo Albanese           | Wout van Aert               | Tadej Pogačar                | Deceuninck-Quick Step     |
| 4.ª                     | Tadej Pogačar           | Tadej Pogačar         | Tadej Pogačar               | Wout van Aert               | Tadej Pogačar                | INEOS Grenadiers          |
| 5.ª                     | Mathieu van der Poel    | Tadej Pogačar         | Tadej Pogačar               | Wout van Aert               | Tadej Pogačar                | Astana-Premier Tech       |
| 6.ª                     | Mads Würtz Schmidt      | Tadej Pogačar         | Tadej Pogačar               | Wout van Aert               | Tadej Pogačar                | Astana-Premier Tech       |
| 7.ª                     | Wout van Aert           | Tadej Pogačar         | Tadej Pogačar               | Wout van Aert               | Tadej Pogačar                | Astana-Premier Tech       |
| Clasificaciones finales | Clasificaciones finales | Tadej Pogačar         | Tadej Pogačar               | Wout van Aert               | Tadej Pogačar                | Astana-Premier Tech       |

## Ciclistas participantes y posiciones finales
Convenciones:
- AB-N: Abandono en la etapa "N"
- FLT-N: Retiro por llegada fuera del límite de tiempo en la etapa "N"
- NTS-N: No tomó la salida para la etapa "N"
- DES-N: Descalificado o expulsado en la etapa "N"

## UCI World Ranking
La Tirreno-Adriático otorgó puntos para el UCI World Ranking para corredores de los equipos en las categorías UCI WorldTeam, UCI ProTeam y Continental. Las siguientes tablas son el baremo de puntuación y los 10 corredores que obtuvieron más puntos:
| Posición              | 1.º | 2.º | 3.º | 4.º | 5.º | 6.º | 7.º | 8.º | 9.º | 10.º | 11.º | 12.º | 13.º | 14.º | 15.º | 16.º-20.º | 21.º-30.º | 31.º-50.º | 51.º-55.º | 56.º-60.º |
| Clasificación general | 500 | 400 | 325 | 275 | 225 | 175 | 150 | 125 | 100 | 85   | 70   | 60   | 50   | 40   | 35   | 30        | 20        | 10        | 5         | 3         |
| Por etapa             | 60  | 25  | 10  |     |     |     |     |     |     |      |      |      |      |      |      |           |           |           |           |           |
| Líder                 | 10  |     |     |     |     |     |     |     |     |      |      |      |      |      |      |           |           |           |           |           |

| Clasificación |                      |                       |         |       |       |       |
| Posición      | Ciclista             | Equipo                | General | Etapa | Líder | Total |
| ------------- | -------------------- | --------------------- | ------- | ----- | ----- | ----- |
| 1.º           | Tadej Pogačar        | UAE Emirates          | 500     | 85    | 30    | 615   |
| 2.º           | Wout van Aert        | Jumbo-Visma           | 400     | 165   | 30    | 595   |
| 3.º           | Mikel Landa          | Bahrain Victorious    | 325     | -     | -     | 325   |
| 4.º           | Egan Bernal          | INEOS Grenadiers      | 275     | -     | -     | 275   |
| 5.º           | Matteo Fabbro        | Bora-Hansgrohe        | 225     | -     | -     | 225   |
| 6.º           | João Almeida         | Deceuninck-Quick Step | 175     | -     | -     | 175   |
| 7.º           | Mathieu van der Poel | Alpecin-Fenix         | 10      | 145   | -     | 155   |
| 8.º           | Tim Wellens          | Lotto Soudal          | 150     | -     | -     | 150   |
| 9.º           | Romain Bardet        | DSM                   | 125     | -     | -     | 125   |
| 10.º          | Simon Yates          | BikeExchange          | 85      | 25    | -     | 110   |